# بزرگ‌ترین عدد اول شناخته‌شده

گراف تعداد ارقام در بزرگترین عدد اول شناخته شده بر حسب سال از زمان به‌وجود آمدن رایانه‌های الکترونیکی. توجه کنید که مقیاس‌های عمودی لگاریتمی هستند.

بزرگترین عدد اول شناخته شده، بزرگترین عدد صحیحی می‌باشد که می‌دانیم عددی اول است. اقلیدس ثابت کرد که بینهایت عدد اول وجود دارد، بنابراین همیشه عدد اولی بزرگتر از بزرگترین عدد اول شناخته شده وجود دارد. بسیاری از ریاضی‌دانان و محققین تفننی سرگرم جستجوی بزرگترین عدد اول شناخته شده هستند؛ این ممکن است مفید نیز باشد چرا که جایزه‌هایی به وسیله بنیاد مرز الکترونیک برای کشف اعداد اول ارائه شده‌است.
از آنجایی که اجرای FFT آزمون لوکاس-لمر برای اعداد مرسن سریعتر از هر آزمون دیگری برای انواع دیگر اعداد اول است، بسیاری از بزرگترین اعداد اول شناخته شده عدد اول مرسن هستند؛ در میان ۱۰ بزرگترین عدد اول شناخته شده تا دسامبر ۲۰۰۷، ۶ عدد جزو اعداد مرسن بودند. آخرین ۱۳ عدد اولی که کشف شده‌اند عدد اول مرسن بودند. استفاده از کامپیوترهای الکترونیکی کشف‌ها را شتاب بخشیده‌اند، به طوری که همهٔ اعداد اول کشف شده از ۱۹۵۱ تاکنون به وسیلهٔ این کامپیوترها کشف شده‌اند. تعداد ارقام بزرگترین عدد اول شناخته شده در سال ۱۹۹۹ از مرز یک میلیون گذشت و باعث دریافت جایزه‌ای ۵۰٬۰۰۰ دلاری شد. در ژانویه سال ۲۰۱۳ میلادی بزرگ‌ترین عدد اول شناخته‌شده تا آن زمان که ۱۷٫۴۲۵٫۱۷۰ رقم دارد، توسط پروژهٔ GIMPS کشف شد:
۲۵۷٫۸۸۵٫۱۶۱ - ۱
این عدد توانست سه سال این رکورد را به نام خود ثبت کند.
این پروژه در جشن ۲۰ امین سالگرد افتتاح خود در ۷ ژانویه ۲۰۱۶ اقدام به معرفی یک عدد اول جدید کرده‌است.که تا سال ۲۰۱۷ بزرگترین عدد اول شناخته شده این عدد بود:
این عدد ۲۲ میلیون و ۳۳۸ هزار و ۶۱۸ رقم دارد.
پروفسور «کریس کوپر» از دانشگاه میزوری به عنوان داوطلب بر فرایند کشف و محاسبه این عدد نظارت داشته‌است و البته «اسکات کورووسکی» و «آرون بلاسر» نیز از GIMPS در این فرایند و کشف این عدد همکاری داشته‌اند. این سومین رکورد پروفسور کوپر در کشف اعداد اول است. برای کشف این عدد ۳۱ روز محاسبه رایانه‌ای بر روی یک رایانه با پردازشگر اینتل i۷-۴۷۹۰ زمان صرف شده‌است و این رایانه برای کشف این عدد، عدد ۲ را و ۱۱۲۳۱۲۳۹۳۳ بار در خود ضرب کرده و سپس ۱ را از آن کم کرده‌است. در نهایت نتیجه به دست آمده به عنوان یک عدد اول تأیید شده‌است.

## رکورد فعلی
بزرگ ترین عدد اول شناخته شده تا حالا عدد  {\displaystyle 2^{51,439,933,458}-1} است که ۲۴٬۸۶۲٬۰۴۸ رقم دارد و در دسامبر ۲۰۱۸ توسط پروژه GIMPS پیدا شد.
۱۲۰ رقم اول و آخر این عدد بدین قرارند:
148894445742041325547806458472397916603026273992795324185271289425213239361064475310309971132180337174752834401423587560 ...
(۲۴٬۸۶۱٬۸۰۸ رقم تا)

 ... 062107557947958297531595208807192693676521782184472526640076912114355308311969487633766457823695074037951210325217902591

## تاریخچه
جدول زیر تاریخچه بزرگترین اعداد اول شناخته شده به‌ترتیب سال پیدا شدن را نشان می‌دهد. در زیر M همان تابع مرسن است که به‌صورت {\displaystyle M_{n}=2^{n}-1} تعریف می‌شود.
| عدد                | تعداد ارقام | سال (میلادی) |
| ------------------ | ----------- | ------------ |
| M۱۲۷               | ۳۹          | ۱۸۷۶         |
| ۱۸۰×(M۱۲۷)۲ + ۱    | ۷۹          | ۱۹۵۱         |
| M۵۲۱               | ۱۵۷         | ۱۹۵۲         |
| M۶۰۷               | ۱۸۳         | ۱۹۵۲         |
| M۱۲۷۹              | ۳۸۶         | ۱۹۵۲         |
| M۲۲۰۳              | ۶۶۴         | ۱۹۵۲         |
| M۲۲۸۱              | ۶۸۷         | ۱۹۵۲         |
| M۳۲۱۷              | ۹۶۹         | ۱۹۵۷         |
| M۴۴۲۳              | ۱٬۳۳۲       | ۱۹۶۱         |
| M۹۶۸۹              | ۲٬۹۱۷       | ۱۹۶۳         |
| M۹۹۴۱              | ۲٬۹۹۳       | ۱۹۶۳         |
| M۱۱۲۱۳             | ۳٬۳۷۶       | ۱۹۶۳         |
| M۱۹۹۳۷             | ۶٬۰۰۲       | ۱۹۷۱         |
| M۲۱۷۰۱             | ۶٬۵۳۳       | ۱۹۷۸         |
| M۲۳۲۰۹             | ۶٬۹۸۷       | ۱۹۷۹         |
| M۴۴۴۹۷             | ۱۳٬۳۹۵      | ۱۹۷۹         |
| M۸۶۲۴۳             | ۲۵٬۹۶۲      | ۱۹۸۲         |
| M۱۳۲۰۴۹            | ۳۹٬۷۵۱      | ۱۹۸۳         |
| M۲۱۶۰۹۱            | ۶۵٬۰۵۰      | ۱۹۸۵         |
| ۳۹۱۵۸۱×۲۲۱۶۱۹۳ − ۱ | ۶۵٬۰۸۷      | ۱۹۸۹         |
| M۷۵۶۸۳۹            | ۲۲۷٬۸۳۲     | ۱۹۹۲         |
| M۸۵۹۴۳۳            | ۲۵۸٬۷۱۶     | ۱۹۹۴         |
| M۱۲۵۷۷۸۷           | ۳۷۸٬۶۳۲     | ۱۹۹۶         |
| M۱۳۹۸۲۶۹           | ۴۲۰٬۹۲۱     | ۱۹۹۶         |
| M۲۹۷۶۲۲۱           | ۸۹۵٬۹۳۲     | ۱۹۹۷         |
| M۳۰۲۱۳۷۷           | ۹۰۹٬۵۲۶     | ۱۹۹۸         |
| M۶۹۷۲۵۹۳           | ۲٬۰۹۸٬۹۶۰   | ۱۹۹۹         |
| M۱۳۴۶۶۹۱۷          | ۴٬۰۵۳٬۹۴۶   | ۲۰۰۱         |
| M۲۰۹۹۶۰۱۱          | ۶٬۳۲۰٬۴۳۰   | ۲۰۰۳         |
| M۲۴۰۳۶۵۸۳          | ۷٬۲۳۵٬۷۳۳   | ۲۰۰۴         |
| M۲۵۹۶۴۹۵۱          | ۷٬۸۱۶٬۲۳۰   | ۲۰۰۵         |
| M۳۰۴۰۲۴۵۷          | ۹٬۱۵۲٬۰۵۲   | ۲۰۰۵         |
| M۳۲۵۸۲۶۵۷          | ۹٬۸۰۸٬۳۵۸   | ۲۰۰۶         |
| M۴۳۱۱۲۶۰۹          | ۱۲٬۹۷۸٬۱۸۹  | ۲۰۰۸         |
| M۵۷۸۸۵۱۶۱          | ۱۷٬۴۲۵٬۱۷۰  | ۲۰۱۳         |
| M74207281          | ۲۲٬۳۳۸٬۶۱۸  | ۲۰۱۶         |
| M77232917          | ۲۳٬۲۴۹٬۴۲۵  | ۲۰۱۷         |
| M82589933          | ۲۴٬۸۶۲٬۰۴۸  | ۲۰۱۸         |